# Davide Bais
Davide Bais (Rovereto, 2 april 1998) is een Italiaans wielrenner die vanaf 2021 voor EOLO-Kometa uitkomt. Davide Bais is de jongere broer van Mattia Bais die eveneens beroepsrenner is.

## Overwinningen
2021
Bergklassement Ronde van de Limousin-Nouvelle-Aquitaine
2023
7e etappe Ronde van Italië

## Resultaten in voornaamste wedstrijden
| Jaar | Ronde van Italië | Ronde van Frankrijk | Ronde van Spanje |
| ---- | ---------------- | ------------------- | ---------------- |
| 2021 |                  |                     |                  |
| 2022 | 125e             |                     |                  |
| 2023 | 81e (1)          |                     |                  |
| 2024 | 76e              |                     |                  |
| 2025 | 97e              |                     |                  |

| Jaar | Milaan-San Remo | Ronde van Lombardije | Strade Bianche |
| ---- | --------------- | -------------------- | -------------- |
| 2021 |                 | opgave               | 101e           |
| 2022 | 97e             | 100e                 |                |
| 2023 |                 |                      |                |
| 2024 | 81e             |                      |                |
| 2025 |                 |                      |                |

## Ploegen
- 2019 –  Cycling Team Friuli
- 2020 –  Cycling Team Friuli
- 2021 –  EOLO-Kometa
- 2022 –  EOLO-Kometa
- 2023 –  EOLO-Kometa
- 2024 –  Polti-Kometa
- 2025 –  Team Polti VisitMalta

Albanese · Archibald · Bais · Belletti · Christian · Dina · Fancellu · Fetter · Fortunato · Frapporti · García · Gavazzi · Grávalos · Pacioni · Ravasi · Rivi · Ropero · Sevilla · Viegas · Wackermann · Hernaiz (stagiair) · Martin (stagiair) · Piganzoli (stagiair)
Albanese · Bais · Bevilacqua · Christian · Dina · Fancellu · Fedeli (vanaf 20/6) · Fetter · Fortunato · García · Gavazzi · Grávalos · Lonardi · Maestri · Á. Martín · D. Martín · Ravasi · Rivi · Ropero · Rosa · Sevilla · Viegas · Montoli (stagiair) · Muñoz (stagiair) · Pietrobon (stagiair)
Albanese · D. Bais · M. Bais · Bevilacqua · Fancellu · Fetter · Fortunato · Garosio · Gavazzi · Lonardi · Maestri · Á. Martín · D. Martín · Pietrobon · Piganzoli · Raccani (tot 9/8) · Rivi · Serrano · Sevilla · Tercero · De Cassan (stagiair) · Muñoz (stagiair)
D. Bais · M. Bais · De Cassan · Double · Fabbro · Fetter · Garosio · Gómez · Lonardi · Maestri · Á. Martín · D. Martín · Muñoz · Peñalver · Pietrobon · Piganzoli · Restrepo · Serrano · Sevilla · Tercero · Bagnara (stagiair) · Buttigieg (stagiair)  · Raccagni (stagiair)